# Guzner Miklós
Guzner Miklós (Kolozsvár, 1905. július 9. – Marosvásárhely, 1972. október 18.) erdélyi magyar orvos, orvosi szakíró.

## Életútja
A Kolozsvári Unitárius Kollégiumban érettségizett (1922), orvosi oklevelét a kolozsvári egyetemen nyerte (1930). Kolozsvárt magán fogorvosi gyakorlatot folytatott, 1944 után a városi néptanács egészségügyi osztályának főorvosa, majd üzemi orvos. Egyetemi pályáját 1949-ben kezdte, a marosvásárhelyi OGYI fogpótlástani tanszékét vezette. 1968-tól egyetemi nyilvános rendes tanár, éveken át a gyermekfogászati klinika vezetője. 1971-ben vonult nyugalomba.
Baráti kapcsolatok fűzték Gaál Gáborhoz, angol nyelvtudásával támogatta a Korunk szerkesztésében. Részt vett a Vásárhelyi találkozón, majd a Békepárt antifasiszta akcióiban. Szakmunkásságában a funkcionális és biológiai szemléletet érvényesítette, úttörő munkát végzett a fogszuvasodás megelőzésének tanulmányozásában és gyógyászatában. Dolgozatait az EME Orvostudományi Szakosztályának Értesítője, Orvosi Szemle – Revista Medicală, Revista Dentistică Română, Stomatologie közölte. Jegyzetet adott ki Fogászati anyagok címmel (Marosvásárhely, 1951), társszerzője Csőgör Lajos és Mészáros Géza mellett a Fogászat című jegyzetnek (Marosvásárhely, 1958).